# Acace de Mélitène
Pour les articles homonymes, voir Acace.
Acace de Mélitène, également Acacius de Mélitène (mort vers 435, plus largement entre 438 et 449) est évêque de Mélitène autour de 430.  

## Activité
Il a été auparavant lecteur auprès de son prédécesseur Ostrios, qui l'a également consacré diacre et prêtre. 
Acace a participé à 431 au concile d'Éphèse, devant lequel il a prononcé une homélie. Il s'est fermement opposé au nestorianisme et a mis en garde les évêques arméniens contre les écrits du nestorien Théodore de Mopsueste.  
Il entretient une correspondance avec Cyrille d'Alexandrie. Celui-ci lui adresse des lettres apolégétiques. Malgré quelques divergences, Acace prend son parti dans les controverses christologiques de l'époque. Il est un certain temps monophysite, mais y renonce. 
Acace est célébré dans l'Église en tant que saint. Son jour de commémoration est le 17 avril.